# Миорица
Миорица е влашка и молдовска пасторална балада. Смята се за централно произведение на влашкия и молдовския фолклор. Според класификацията на Джордже Кълинеску е (заедно с легендите за майстор Манол, Баба Докия и Збуратор) сред 4-те основни румънски мита. В Трансилвания съществува местен аналог на Миорица – Колинда.
Баладата е записана за първи път за фолклористиката от писателя Алеку Русо през 1846 г. в Собежкия манастир, където е бил на заточение. Алеку Русо изпраща баладата на Василе Александри, който я публикува през 1850 г. в списание „Буковина” (брой 11, стр. 51-52). След смъртта на Русо, Александри записва друга версия на баладата, разказана му в района на планината Чахлъу. Василе Александри модифицира текста, отпечатан през 1850 г., и публикува „Mioriţa“ в два сборника с народна поезия (Балади [Яш, 1852], стр. 1-6; Народни стихотворения на румънците [Букурещ, 1866], стр. 1-3).
През 1930 г. Йон Дякону записва и публикува 91 версии на "Миорица" в района на планината Вранча. Известният румънски фолклорист Адриан Фочи публикува 930 документа, от които 702 текста са пълни версии на Миорица, 123 са фрагменти и още 130 са „данни за разпространението ѝ“. По-късно са извършени записи на баладата в повече от 500 различни места, като се установява, че версията на „Миорица” от Русо е най-разпространената в устната народна традиция. По отношение на броя на записите Миорица надминава всяко друго румънско фолклорно произведение. Така в тома от 1964 г. на Адриан Фоки “Миорица”. Типология, битие, генезис, текстове” се съдържа информация за 825 нейни записа.
В Трансилвания, освен баладата, има и коледарска версия на „Миорица“. Предполагало се, че баладата произлиза от коледарска песен, но тази версия за произхода на „Миорица” е отхвърлена. Също така в Трансилвания стихът на баладата е от 7-8 срички, докато в други региони на Молдова и Влахия е от 5-6 срички.
Произходът на „Миорица“ е обвит в тъмата на вековете назад. За времето на съставянето ѝ съществуват многобройни взаимноизключващи се версии. Използвайки лингвистичен анализ, писателят Дуилиу Замфиреску през 1909 г. стига до извода за относително скорошния произход на баладата. Историкът Николае Йорга, използвайки метода на историческия анализ, се опитва да докаже, че „Миорица” възниква през XVIII век, свързвайки баладата с документирани овчарски конфликти. Според филолога и фолклориста Овид Денсусеану номадските преходи на овчари със стада от Молдова и Ердел (Трансилвания) през Вранча за последващо слизане през зимата в степите на южния Дунав достигат най-голяма интензивност през XVI-XVII век, което създава благоприятна почва за балада на овчарска тема, като „Миорица“.
През 1875 г. историкът и писател Богдан Хашдеу излага версията, че епизодът за „алегорията на смъртта“ е създаден през 1350-1450 г., предвид османското нашествие. Впоследствие Думитру Каракостеа през 1927 г. въз основа на сравнителен анализ на румънския и арумънския вариант на „Миорица“ стига до извода, че баладата се появява по време на сравнителното единство на тези романски народи и все още не толкова значителни езикови различия между тях, т.е. в края на първото хилядолетие от новата ера, т.е. по времето на българския средновековен „Златен век“. Въпреки някои залитания по спора за древността на баладата от Константин Брайлоиу и Мирча Елиаде, залагайки на предхристиянския произход на някои елементи от баладата и изтъквайки архаичността на епическата основа на „Миорица“, свързана с обредни песни, съвременната румънска фолклористика счита, че най-старите известни записани текстове на баладата могат да бъдат отнесени най-рано към Средновековието.
 Внимание:  Текстът по-долу разкрива сюжета на произведението (или части от него)!
Сюжетът на баладата е за историята на трима овчари (молдованин, унгарин и вранчанин) които се срещат заедно със стадата си. Овцата (Миорица) предупреждава младия молдовски овчар, че други двама овчари завиждат на стадото и кучетата му и затова са решили да го убият. Вместо да се защити по някакъв начин, младият овчар се обръща към овцата и й казва последните си желания. Овчарят моли овцата да бъде погребан близо до кошарата му, където ще бъде близо до овцете си и ще чува лая на кучетата си. Той също така моли дудуците (гайдуниците) на тримата овчари да бъдат поставени на главата на гроба му. Вятърът ще свири на гайдите, а овцете ще се събират и ще ронят сълзи.
Освен това пастирът моли овцете да не казват на никого за убийството му, а че се е оженил за красива принцеса, „булката на света“ („a lumii mireasă“), а по време на сватбата от небето паднала звезда, луната и слънцето държали сватбената корона, която била увенчана от гигантски планини, а буковите дървета били свидетели. И ако внезапно овцата срещне старата си майка в сълзи, питайки всички за „гордия пастир“, тя трябва само да ѝ каже, че се е оженил за принцеса с несравнима красота в красива страна на ръба на рая. Но овцата да не казва на майка си, че на сватбата е паднала звезда от небето, нито за слънцето, луната, планините и буковете.